# Solieria fenestrata
Solieria fenestrata är en tvåvingeart som först beskrevs av Johann Wilhelm Meigen 1824.  Solieria fenestrata ingår i släktet Solieria och familjen parasitflugor. Inga underarter finns listade i Catalogue of Life.